# Новгородський перший літопис
Новгородський перший літопис (Новгородський I літопис, Н1Л, НПЛ) — руський літопис, найдавніша зі збережених пам’яток новгородського літописання, що відображає ранній етап його розвитку. Містить численні важливі відомості з історії Новгорода та інших руських земель. Найважливіше писемне джерело з історії та культури  Новгородської республіки. Разом з «Повістю временних літ» є ключевим пам’ятником для реконструкції найбільш ранніх етапів руського літописання.

## Текстологія

### Списки
Відомий в двох редакціях: старшій та молодшій.
До старшої редакції відноситься єдиний пергаментний Синодальний рукопис XIV ст. (зберігається в Державному історичному музеї РФ) — найдавніший збережений руський літописний рукопис. Рукопис на 169 аркушах, писаний уставними почерками на пергаменті. Початково він складався з 37 зошитів, по 8 аркушів в кожному (але в 2 зошитах по одному аркушу було зрізано), 3 аркуші були додатково приплетені в кінці. Перші 16 зошитів (тобто біля 126 аркушів) втрачені (з початку літопису до 1016 року), текст починається словами статті 1016р.: «а ви теслями є, приставимо вас хороми рубати». Втрачений також один зошит всередині літопису з викладом подій 1273-1298 років, причому нумерація зошитів XIV-XV ст. цей пропуск не помітила. В Синодальному рукописі виділяються 2 частини. Найдавніша частина, яка доводить виклад до 1234 року (аркуші 1-118об.), може бути датована другою половиною 13 ст. Інша частина (аркуші 119-166об.) охоплює зміст 1234-1330 років і скопійована близько 1330 року, так як після цього йдуть приписки різними почерками відомостей 1331-1333, 1337, 1345 і 1352 років. За своїм складом вказані приписки пов’язані з новгородським Юр’євим монастирем.

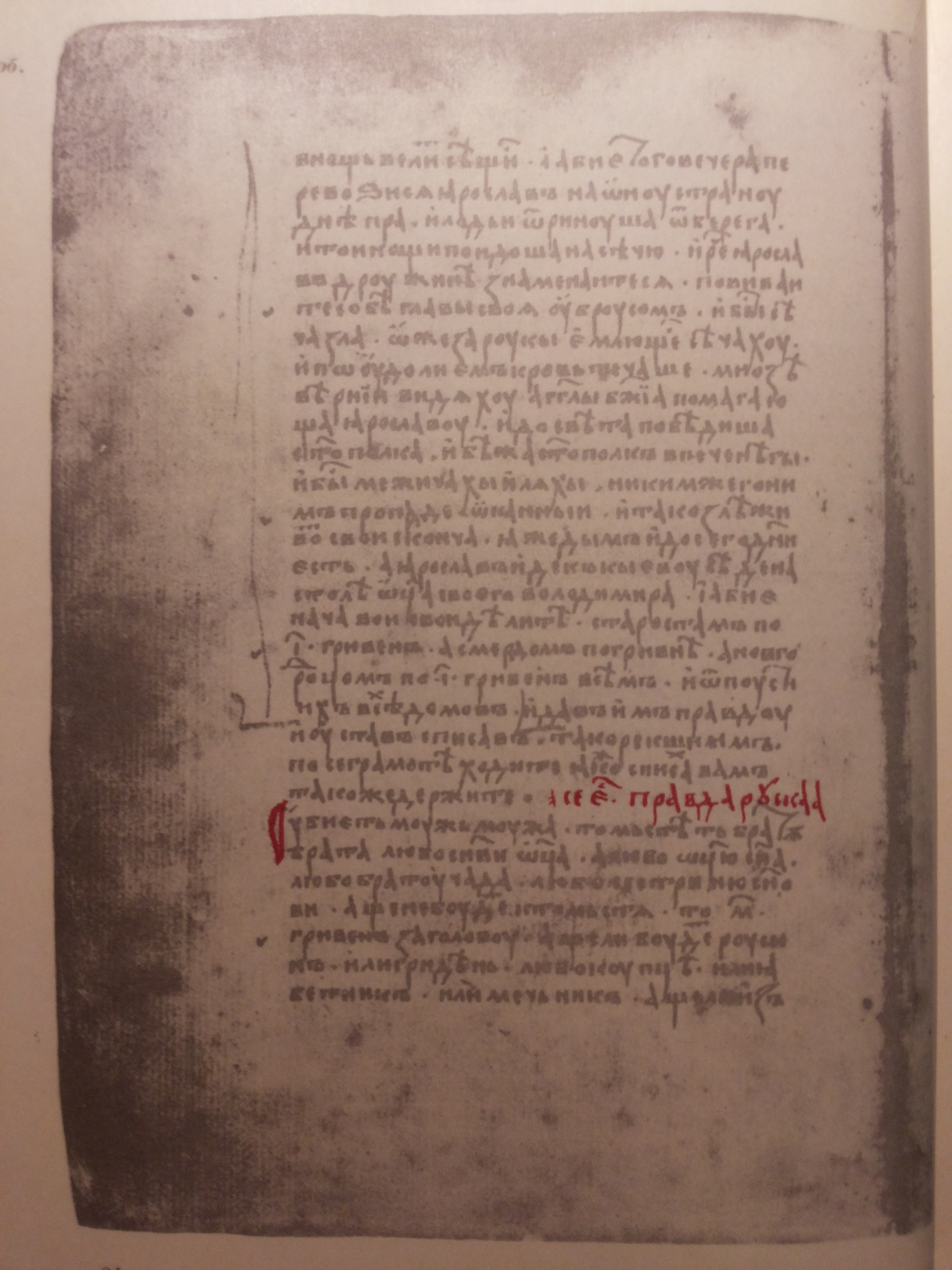
Комісійний рукопис, 1440-ві роки. Початок тексту Руської Правди (стаття під 1016 роком)

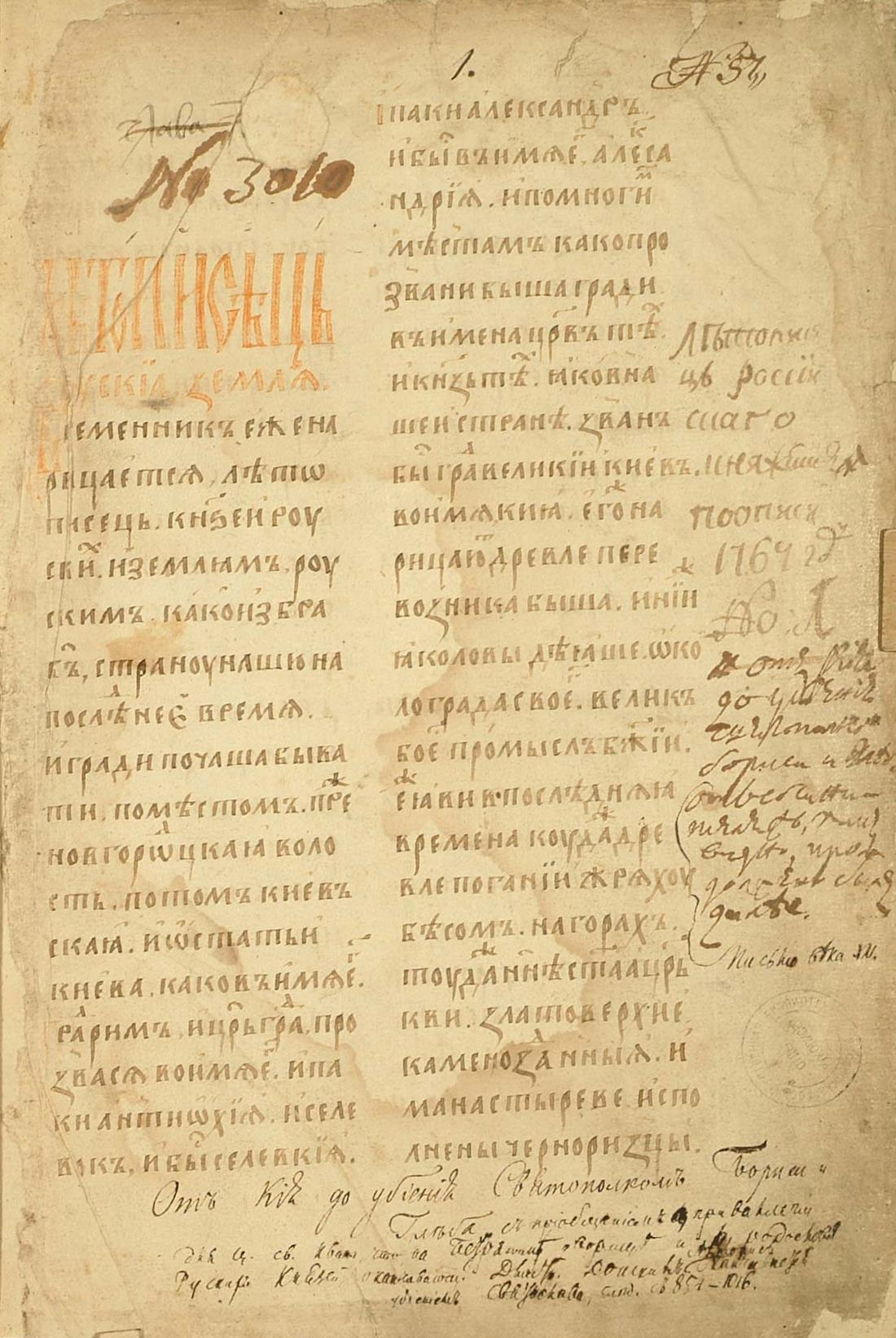
Троїцький рукопис, 1560-ті роки

Молодша редакція представлена дев’ятьма списками XV—XIX ст. Найбільш ранні з них — Комісійний 1440-х років (зберігається в Архіві Санкт-Петербурзького інституту історії РАН) і Академічний також 1440-х років (зберігається в Бібліотеці РАН).
Комісійний рукопис написаний на 320 аркушах паперу. Літописний текст в основній частині доведений до 1439 року (аркуші 28-257), водяний знак – голова бика, 1441р. Другим почерком і на іншому папері написані відомості 1440-1446 років (аркуші 257-264), цей же писар переписав також додаткові статті на аркушах 7-13об., 265-305об. Водяний знак – жіноча фігура, 1441р. Третім писарем написані статті на аркушах 13об-24об, водяний знак – корона, 1451р. Таким чином, рукопис датується серединою 15 ст.
Академічний рукопис написаний на 241 аркушах паперу. Рукопис дефектний, на самому початку не вистачає 8 аркушів, після арк.3 – двох аркушів, після арк.11 – одного аркуша, після арк.18 – чотирьох аркушів, після арк.23 – двох аркушів, після арк.24 - двох аркушів, після арк.25 - двох аркушів, після арк.26 – одного аркуша, після арк.31 - одного аркуша, після арк.59 - одного аркуша, після арк.77 - одного аркуша, після арк.107 - двох аркушів, після арк.113 - двох аркушів, після арк.146 – восьми аркушів, після арк.150 - чотирьох аркушів, після арк.154 - двох аркушів, після арк.162 - одного аркуша, після арк.175 - чотирьох аркушів, після арк.189 - одного аркуша, після арк.211 - двох аркушів, після арк.217 - одного аркуша, після арк.241 в кінці рукопису втрачені ще 3 аркуші. Текст рукопису обривається на аркуші 241 (обор.) на середині відомості 1441 року, але, судячи із знятих з нього в 18 ст. копій, виклад подій був доведений до 1444 року. Водяні знаки – знак риби, 1447-1450рр. Відповідно, рукопис також написаний в середині 15 ст.
Троїцький рукопис датується 60-ми роками 16 ст. Філігрань – сфера під лілією, 1563р. Троїцький рукопис доведений лише до статті 1015 року. Треба нагадати, що найдавніший Синодальний рукопис обривається на статті 1016 року, тобто приблизно там, де закінчується Троїцький рукопис. Звідки виникає припущення, що в Троїцькому рукописі відобразився втрачений текст Синодального рукопису, що доповнювався відомостями з інших рукописів.

### Історія
На думку О. О. Шахматова та інших дослідників, що вивчали «Повість временних літ», Новгородський перший літопис і ряд інших зводів, найбільш ранній новгородський літописний пам’ятник був створений між 1039 і 1042 роками і являв собою копію або скорочену вибірку одного з київських літописів, можливо, гіпотетичного «Найдавнішого зводу». Цей новгородський літопис несистематично поповнявся до 1079 року. Згідно гіпотези О. О. Шахматова, що поділяється більшістю сучасних вчених, в найдавнішій частині молодшої редакції Новгородського першого літопису відображений київський «Початковий звід 1090-х років, який склав основу «Повісті временних літ». Шахматов вважав, що текст «Початкового зводу» був включений в Новгородський перший літопис в XV ст. і замінив собою текст «Повісті временних літ».
Згідно реконструкції О.О. Гіппіуса і Т. В. Гімона, близько 1093 року на основі новгородського літописання і київського «Початкового зводу» був складений Новгородський звід. Текст київського літописного джерела, використаний до 1016 повністю, а далі — у вигляді короткої вибірки. В 1110-х роках (близько 1115 року) останній був доповнений виписками з київського літописання и короткими записами новгородських подій кінця XI — початку XII ст. і створений князівський звід Всеволода. З цього часу, як передбачається, щорічні записи стали вестись регулярно. Невдовзі після складання цей  звід був продовжений щорічними записами, зробленими князівськими, а з початку 1130-х років — єпископськими літописцями. Орієнтовно у другій половині 1160-х років Германом Воятою був складений Новгородський владичний звід, продовжений ним до 1188 року. Владичне літописання (літописання при Новгородській архієпископській (владичній) кафедрі, при новгородському Софійському соборі) велось майже без перерв до 1430-х років — так звана Новгородський владичний літопис. Передбачається, що, по крайній мірі, до кінця XIV ст. рукопис владичного літопису («офіційний екземпляр», за висловлюванням М. Д. Приселкова) повністю не замінювалась, хоча деякі її листки та зошити могли замінюватись на відредактовані. Гіппіус вважає також, що Герман Воята створив літописний звід Юр’євого монастиря, який біля 1195 року ліг в основу нового зводу того же монастиря.
В XII — першій половині XV ст. на основі Новгородського владичного літопису формується текст Новгородського першого літопису, відомого в двох редакціях. Молодша редакція за 1074—1330 роки схожа з Синодальним рукописом (старшою редакцією), що пояснюється походженням обох редакцій від спільного протографа — Новгородського владичного літопису. В цілому, згідно Гіппіусу, Синодальний рукопис відображає більш ранній, а списки молодшої редакції через ряд проміжних списків — більш пізній стан одного, «офіційного» екземпляра владичного літопису. Гіппіус визначає Новгородський перший літопис як групу літописних пам’ятників, яка найбільш повно відобразила Новгородський владичний літопис, офіційний літопис Новгородської республіки.
Масив щорічних записів Новгородського першого літопису у відомостях з середини 1110-х років унікальний по своїй протяжності и текстологічній однорідності. Це дозволяє на його прикладі прослідкувати періодичність поповнення літописних текстів, динаміку зміни літописців, а також індивідуальні особливості їх мови і стилю. Згідно аналізу мовної різнорідності літопису, особливо значної в першій частині Синодального рукопису, де ця неоднорідність проявляється навіть в орфографії, поповнення владичного літопису носило організований характер. Зміна архієпископа регулярно була причиною зміни літописця. В літературному плані текст Новгородського першого літопису також неоднорідний, від коротких відомостей XI — початку XII ст., до насиченої авторськими коментарями детальної розповіді про події середини XIII ст. В XIII ст. новгородським владичним літописцем був паламар Тимофій, що залишив про себе згадування в статті 1230 року. В 1260-х роках він виконував обов’язки владичного секретаря, його рукою написані договори Новгорода з великим князем володимирським Ярославом Ярославовичем.
Окрім витягів з Хроніки Георгія Амартола, Новгородский перший літопис містить цитати з джерела (джерел), які не використовувались укладальником «Повісті временних літ», що, на думку І. М. Данилевського, свідчить про вторинність Новгородського першого літопису по відношенню до тексту «Повісті временних літ», що зберігся в Лаврентіївському та Іпатіївському літописах.

### Додаткові джерела
Окрім спільного джерела, Новгородського владичного літопису, старша і молодша редакції Новгородського першого літопису мали свої додаткові джерела.
Безпосереднім оригіналом Синодального рукопису в частині до 1195 року була доповнена місцевими записами копія владичного літопису, яка була почата священником Германом Воятою між 1144 и 1188 роками. Ряд дослідників пов’язували цей літопис з церквою святого Якова в Людині або Неревському кінці Новгорода (Д. І. Прозоровський, М. П. Погодін, О. О. Шахматов, Д. С. Лихачов, Г. І. Вздорнов, В. Л. Янін), інші — з Юр’євим монастирем (І. М. Троцький, В. Водов). В Юр’євому монастирі були зроблені записи на останніх листах рукопису.
Додатковими джерелами молодшої редакції були Житіє Олександра Невського, що відобразилось фрагментами під 1240/1241, 1242/1243, 1246/1247, 1251/1252, Сказання про вбивство в Орді князя Михайла Чернігівського і його боярина Феодора (1245) і розповідь про Куликовську битву 1380 року з ранньомосковського літописного тексту. Ці відомості, імовірно, були включені при переписці владичного літопису в самому кінці XIV — початку XV ст..

### Датування відомостей
Згідно даних М. Г. Бережкова, до XIII ст. в Новгородському першому літопису немає так званих ультра-березневих статей. В описі подій 1205—1212 років присутня путаниця: присутні як ультра-березневі позначення (6714—6716 (1205—1207)), що перевищують березневі на дві одиниці (6717—6719, 6721, 6722 (1207—1209, 1211, 1212)), на три одиниці (6720 (1209)). Далі ультра-березневі статті зустрічаються лише як виключення (6726—6728, 6730, 6745, 6746, 6776—6780 (1217—1218, 1221, 1236, 1237, 1267—1271)). В списках молодшої редакції ситуація така ж. 1273—1283 (6782—6792) — в основному ультра-березневі роки, окрім 6783—6785 (1275—1277) — березневих.

## Зміст
До числа подій, які висвітлює Новгородський перший літопис, відносяться зміни князів на новгородському столі, вибори архієпископа і посадників, спорудження церков і влаштування монастирів, військові дії за участю новгородців, екстремальні погодні явища, пожежі, епідемії. Літопис в більшості має місцевий характер, але включає в себе також ряд відомостей про події за межами Новгорода: падіння Константинополя в ході Четвертого хрестового походу (під 1204), побиття рязанських князів в 1217 році в селі Ісади князем Глібом Володимировичем (1218), битва на Калці 1223 року (під 1224), монголо-татарська навала (1238).

### Відмінності між Новгородським літописом таПовістю временних літ
1. Інший початок.
Новгородський перший літопис починається в розлогого вступу, якого немає в Повісті временних літ. Після нього починається власне текст ПВЛ, але чомусь із середини речення про розселення полян, а далі вже йде історія про Кия, Щека і Хорива.
… жили кожен із родом своїм по своїх країнах, володіючи кожен родом своїм. Було три брати: одному ім'я Кий, а другому — Щек, а третьому — Хорив і сестра їх — Либідь. І сидів Кий на горі, де нині узвіз Боричів, а Щек сидів на горі, яка нині зветься Щекавицею, а Хорив — на третій горі, од чого й прозвалася вона Хоривицею. Зробили вони городок [і] на честь брата їх найстаршого назвали його Києвом.
Такий дивний початок може свідчити про те, що у протографі Новгородського першого літопису були втрачені перші аркуші, де містився початок вступу у Повість временних літ з розселенням народів після потопу, що призвело до втрати контексту літопису. Ймовірно, один з переписувачів був змушений створити інший початок, щоб задати новий контекст. Оскільки далі в тексті новгородського літопису розповідалось про Кия, Щека і Хорива, він створив відповідних вступ:
Часопис, як ще називається літопис князів руських і земель руських, як вибрав Бог країну нашу на останній час, і міста почали ставати по місцях, спочатку Новгородська волость, а потім Київська. І про заснування Києва, в яке ім'я назвався Київ. Як колись цар Рим називався, і в ім’я його місто Рим; і як Антіох - і була Антіохія велика; і як Селевк - і була Селевкія, а також Александр — і була в ім’я його Александрія; і по багатьох місцях як названі були міста по іменах царів тих і князів тих: так і в нашій країні назване було місто велике Київ князем по імені Кия.  (і далі)
Характерним є те, що в літописі Новгородська земля поставлена перед Київською по порядку заснування. Така схема заснування була досить популярною серед новгородських літописців XIV-XV ст.
2. Відсутні багато розповідей Повісті временних літ:
- більшість уривків, взятих з візантійської хроніки Георгія Амартола;
- розповідь про поганські звичаї народів;
- розповідь про походження слов'янської грамоти (Кирила і Мефодія);
- договори русі з греками;
- розповідь про голубів, яких використала княгиня Ольга для підпалу жител древлян;
- легенда про заснування міста Переяслава;
- всі історії, пов'язані з містом Тмуторокань;
- частина битв з печенігами та половцями;
- багато інших сюжетів та різних походів.
3. Присутні додаткові літературні елементи
Після хрещення князем Володимиром Києва у 988 році новгородський літопис містить додану розповідь про новгородського архієпископа Йоакима, який зразу після хрещення пішов у Новгород і зробив те ж, що й Володимир у Києві (зруйнував язичницькі капища, зрубав ідола Перуна і пустив його по річці).
Після опису хрещення Русі в Новгородському першому літописі розміщені різні переліки:
- київських князів до 1160-х років;
- князів новгородських (московських) до 1420-х років;
- руських митрополитів до 1430-х років;
- новгородських архієпископів до 1420-хроків;
- новгородських посадників до 1420-х років.
Після оповіді, як Ярослав сів на княжий престол, йде розлогий уривок, названий в наукових колах Короткою редакцією Руської правди.
4. Відмінності у датах, деталях, подробицях.
Хронологія подій від перших років і до вбивства князя Ігоря древлянами в літописах суттєво відрізняється. 
Окрім відмінностей у датах, присутні також значні відмінності у деталях. Подібні відмінності присутні по всьому літопису. Ці відмінності настільки великі, що дозволяє стверджувати, що Новгородський літопис не може бути простим скороченням Повісті временних літ, скоріше паралельним розвитком тексту.
5. Пропуски у хронології
В Новгородському першому літописі присутні великі білі плями у хронології викладу подій, які складали по 15-20 років. Такі пропуски літописання могли виникнути при втраті протографом літопису певної кількості аркушів, що призвело б до пропусків історичних відомостей певної кількості років. Іншим можливим поясненням таких пропусків може бути те, що на початковій стадії розвитку літописи укладались з історичних текстів, які були уривчастими і охоплювали лише певні періоди. Прив'язування таких відомостей до хронологічної рамки призводило до великої кількості пустих років, які поступово треба було заповнювати з інших джерел.
6. Гармонізація тексту з ПВЛ
У розповіді 1050-1074 років молодшої редакції Новгородського першого літопису помітна практика гармонізації тексту новгородського літопису з текстом Повісті временних літ. Літописець проводив звірку тексту старшої редакції, представленої зараз у Синодальному рукописі, з текстом одного з протографів ПВЛ і гармонізував їх. В більшості випадків ця гармонізація проводилась шляхом перепису тексту відповідних років з ПВЛ у новгородський літопис. Ця гармонізація переривається в розповіді подій 1074 року, що дозволило О.О.Шахматову припустити, що причиною цього став дефектний рукопис ПВЛ, яким користувався літописець і текст якого переривався на 1074 році.

## Вплив
Текст Новгородського владичного літопису неодноразово використовувався в новгородському літописанні. Він став одним з основних джерел так званого Новгородсько-Софійського зводу, який в свою чергу послужив протографом Новгородского четвертого і Софійського першого літописів. Новгородсько-Софійський звід увійшов в загальноруське літописання XV—XVI ст. Незалежно Новгородский владичний літопис відобразився в Тверському літописному збірнику.

## Видання
- Летописец новгородский, начинающийся от 6525 (1017) года и кончающийся 6860 (1352) годом. — М, 1781.
- Продолжение древней Российской вифлиотики. — Часть II. Содержащая Новгородский летописец. Начинающийся от 946 года и продолжающийся до 1441 года. — СПб., 1786.
- Полное собрание русских летописей. — Том 3. Новгородские летописи. — 1-e изд. — СПб., 1841.
- Новгородская летопись по Синодальному харатейному списку. — СПб., 1875.
- Новгородская летопись по синодальному харатейному списку — СПб., 1888.
- Новгородская первая летопись старшего и младшего изводов / АН СССР, Институт истории; отв. ред. М. Н. Тихомиров; под ред. и с предисл. А. Н. Насонова. — М; Л: Издательство АН СССР, 1950;
  - Факсимильное переиздание : Полное собрание русских летописей. — М, 2000. — Т. 3 / с предисловием Б. М. Клосса.
- Новгородская харатейная летопись / Изд. под наблюд. акад. М. Н. Тихомирова. — М, 1964.
- Новгородская Первая летопись. Берлинский список. / Предисловие А. В. Майорова. — СПб, 2010. — ISBN 978-5-905011-04-7;
- Частотный словарь: нім. Dietze J. Frequenzwörterbuch zur Synodalhandschrift der Ersten Novgoroder Chronik. Halle (Saale), 1977.